# 海军特种作战部队

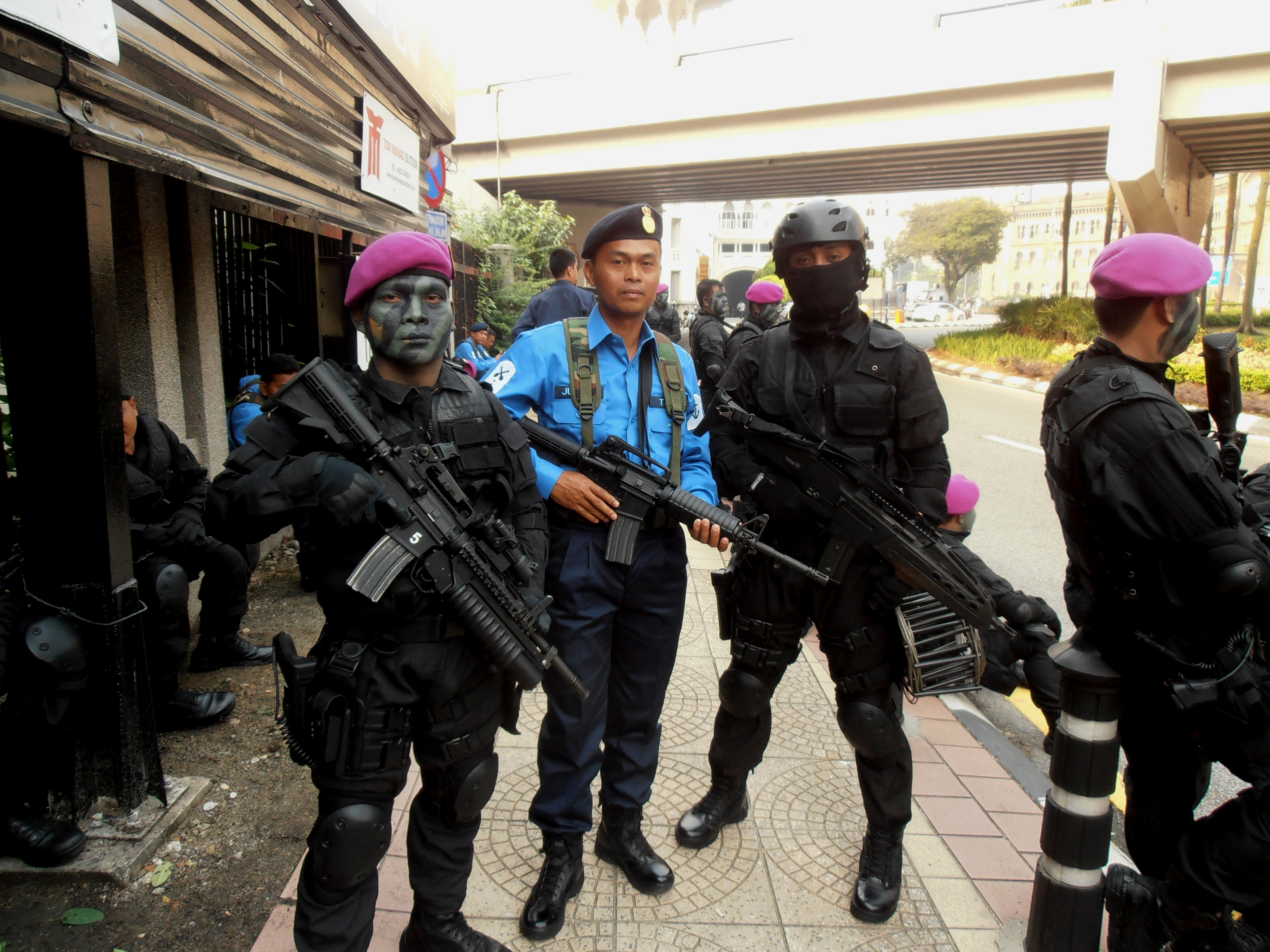
PASKAL幹員的M4A1 SOPMOD和HK XM8卡賓槍

海军特种作战部队 （縮寫：PASKAL；爪夷文：ڤاسوقن خاص لاءوت）是一支直屬於马来西亚皇家海军的特種部隊，主要执行以河流、海洋、沼澤、三角洲或海岸線为起讫点的小规模军事行动，其他职能包括：非常規戰爭、游擊戰、反游擊、叢林作戰、反恐，以及貼身護衛等任務。
海军特种作战部队設立的初衷是做為海上反恐部隊，但現今已成為多用途特種部隊，其职责范围包括許多高風險任務，例如直接行動、特種偵查等特別任務。
1982年10月1日，在经过五年筹备之后，海军特种作战部队正式成立，其所有队员皆為男性，主要任务為通过陸、海、空三栖行動來維護馬來西亞对其經濟海域的主權。
该部隊常與其他盟軍的特種部隊一同訓練和执行任务，包括澳大利亞特種空勤團、印尼特種作戰部隊和海軍反恐部隊、新加坡海軍潛水大隊、泰國海豹部隊，以及美國綠扁帽部隊和海豹部隊。

## 歷史
海軍特種作戰部隊在1977年非正式的情況下成立，當時該部隊稱為馬來西亞皇家海軍突擊大隊（Royal Malaysian Navy Naval Commando Unit），駐地在新加坡兀蘭，當地曾因三巴旺卡迪營區（Khatib Camp）中的英國皇家海軍戰車登陸艦鼠鹿號（HMS Pelandok）而知名。海軍特種作戰部隊隸屬於馬來西亞皇家海軍安全團組織（英語：RMN Security Regiment Organisation），即現在的海軍憲兵（英語：Navy Provos）。

### 最初的培训
根據聯合國海洋法公約（United Nations Convention on the Law of the Sea，縮寫：UNCLOS），马来西亚成為第一批宣稱12海浬主權的國家之一。新部隊在馬來西亞馬六甲雙溪烏浪（Sungai Udang）的特種作戰訓練中心進行基礎訓練。
1977年，第一批部隊被分成2組，一組送到了印尼外南夢市的作戰訓練中心（Pusat Latihan Tempur）進行叢林突擊訓練，而另一組中則有30名軍官，由莫哈末苏塔吉·卡斯敏上校（現海軍上將，已退休）率領，同樣前往印尼的泗水海軍陸戰隊訓練中心（Pusat Pendidikan Marinir），由印尼蛙人部隊進行叢林突襲訓練。
为了加强和多样化他們的能力，他們前往英國樸茨茅斯以及美國加利福尼亞州，由英國皇家海軍陸戰隊、特殊舟艇隊、特種空勤團，和美國海豹部隊進行訓練。此外，他們還參加了美國海豹部隊的水下破拆訓練。

### 专属经济区
1980年4月，马来西亚根據联合国海洋法公约，公布其自海岸起200海里的专属经济区。這一決定影響了發展計畫，因為海軍艦隊直接控制和保護了本國海域，並使馬來西亞成為一個擁有約598,450平方（231,060平方英里）國土、4千5百公里海岸線和超過1千多座島嶼的海洋沿岸國家。
1982年10月1日，海军特种作战部队正式成立，成為馬來西亞經濟海域的執法機構。藉此鞏固馬來西亞與多個國家重疊的南沙群島海域主權。

## 角色和责任
帕斯卡尔一个作用是通过海，陆，空的敌人控制的海域独立发动攻势作战。帕斯卡尔·操作工进行培训，开展海运业务，如反海盗，船舶和石油钻机劫持。 （三十多个海上石油钻井平台在马来西亚水域的安全是帕斯卡尔·责任单位持有每个钻机定期演练。）
其他帕斯卡尔·角色包括固定滩头阵地，深层渗透侦察袭击，结构和水下爆破和破坏。帕斯卡尔也处理在港的水下破坏，舰登船袭击，反恐怖任务（CT），敌后和扫雷渗透。
帕斯卡尔·分队驻扎在敏感的马来西亚离岸站，特别是在拉央拉央环礁，而其他分队都将被永久在RMN船上演.

## 队和结构

### 海军特种作战部队
本组的人手细节是高度机密。它被认为是估计有1000人分成两个作战部队一个团 - 基于卢穆特海军两栖基地在 - （马来语：PASKAL Unit 1）帕斯卡尔·第一联合 霹靂州马来西亚半岛和帕斯卡尔股杜阿（马来语：PASKAL Unit 2）设在斯里兰卡KD仙本那，一个海军两栖基地仙本那沙巴。一个连的实力（脱离）设在直落Sepanggar海军基地附近的哥打京那巴鲁沙巴。

### 结构
帕斯卡尔·组织作战本身为至少四个连（或排）各中队。美國陸軍特種部隊阿尔法，布拉沃，查理和三角洲分队结构。最小帕斯卡尔单位是'船五哥'七人。每个帕斯卡尔·连包括：-
阿尔法排
：多才多艺的特种作战部队，主要用于训练的海上反恐和其他救援行动进入货船和石油钻塔以及城市的地形。这排配有用于近距离作战个别覆盖系统。
布拉沃排
：氧气战斗跳水队和一个特殊的空中作战的球队，这两者让敌方领土的相当浸润。这支球队也练就收集情报数据，以帮助攻击阵容。
查理排
：辅助团队，加强从敌后特种作战能力的作用。
台达排
：传统的作战团队，主导帕斯卡尔队的两栖战与在地面上的狙击特殊操作技巧。
每个中队包含被调整为在那里它的任务是操作任务或区域的具体的专家的混合物。每个中队正常进行一个战斗情报队（马来语: Tim Risik Gempur，TRG)，训练有素的海上战术情报，反情报和心理作战。

## 武器

### 手槍
- 奥地利： 格洛克17
- 奥地利： 格洛克18
- 奥地利： 格洛克19
- 奥地利： 格洛克34
- 德国: HK P9半自動手槍
- 德国: HK P11手槍
- 德国: HK P30半自動手槍

### 霰彈槍
- 美国: 雷明登870泵動式霰彈槍
- 美国: 雷明登1100半自動霰彈槍
- 德国: HK FABARM FP6霰彈槍

### 衝鋒槍
- 比利时: FN P90衝鋒槍[11]
- 德国: HK MP5衝鋒槍
- 德国: HK MP7衝鋒槍
- 德国: HK UMP衝鋒槍

### 突擊步槍
- 德国: HK416突擊步槍[12][13][14]
- 德国: HK G36突擊步槍
- 美国/ 德国: XM8突擊步槍
- 美国/ 马来西亚: M4卡賓槍

### 狙擊步槍
- 美国: 阿瑪萊特AR-50狙擊步槍
- 英国: 精密國際AW狙擊步槍
- 英国: 精密國際AW50狙擊步槍
- 德国: DSR-1狙擊步槍
- 德国: DSR-50狙擊步槍
- 德国: HK417自動步槍
- 美国: M14自动步枪
- 美国: M40狙擊步槍
- 美国: 羅巴爾RC-50狙擊步槍

#### 機槍
- 西班牙: CETME輕機槍
- 比利时: FN Minimi輕機槍
- 德国:HK MG4輕機槍
- 南非:SS-77通用機槍

### 榴彈發射器
- 德国: HK AG36附加型榴彈發射器
- 德国: HK GMG自動榴彈發射器
- 美国: M203榴彈發射器

## 著名特戰隊員
- 准将哈吉副教授Mohd Sutarji Bin Kasmin（退役） - 海軍特戰隊第一代隊長
- 中将拿督哈吉Nasaruddin Bin Othman（退役） - 第二代隊長
- 上将Dato' Saifudin Bin Kamarudin
- 上校Jamaludin Bin Mohd Saman
- 中校Abd Malek Bin Hj Mohd Daud
- 中校806879 Ahmad Ramli Bin Kardi- 阿赫利荣获马来西亚国家Mangku，阿利仁爱霹雳奖牌
- 中校Anuar Bin Alias- 兑现邦里玛Gagah Berani奖牌
- 中校George Paul Thomas Rozario
- 少校Che Adnan Bin Mat Isa
- 少校Samrus Bin Che Dan（死于182012年6月）
- 军士长Mohd Room Bin Bahari
- 水兵Hairi Mat Balong
- 普通海员Sukeri Bin Abdullah (1994–1997)
- 军士长814726 Mohd Idros bin Mohd Yusof
- 高级士官长 Case (Bravo )
- 上校Lim Jia Wei

## 外部連結
- （英文） KD Panglima Hitam - PASUKAN KHAS LAUT
- （英文） Royal Malaysian Navy website